# Шахид
Шахи́д (араб. شَهيد‎, шахид; происходит от араб. شهادة‎, шаха̄да, дословно — «свидетельствование») — понятие в исламе, применяемое как в отношении свидетеля на суде, свидетеля на свадьбе и других официальных мероприятиях, так и в отношении мусульман, принявших мученическую смерть на войне против неверных, сражаясь во имя Аллаха, защищая свою веру, родину, честь, семью. Употребляется в смысле «мученик за веру».
Мученичество за веру так или иначе характерно для всех авраамических религий. И ислам, и христианство высоко чтят принявшего смерть за веру. Понятие (термин) «шахид» аналогично определению «мученик» (др.-греч. μάρτυς, лат. martyr — «свидетель») в христианстве.
В XXI веке слово «шахид» получило массовое употребление в отношении исламистских террористов-смертников.

## Этимология
Ан-Навави в книге «Кита̄б аль-Маджмӯ‘» указал причины того, почему погибшие в бою называются шахидами (свидетелями):
- Сам Аллах свидетельствует, что они будут в раю;
- Ангелы свидетельствуют об их мученичестве, когда забирают их души;
- Их смерть на поле боя является явным свидетельством веры;
- Пролитая ими кровь является свидетельством их искренней веры в Аллаха;
- Они из числа тех, что будут свидетельствовать над общинами;
- Их душа будет свидетельствовать о рае (то есть увидит рай).

Религиовед А. А. Грицанов считает, что «Шахид — тот, кто познал и принял ислам, признал и свидетельствует истинность единого Бога, верует в потусторонний мир и вечность, в связи с чем легко освобождается от земных привязанностей, не боится смерти и участием в джихаде принимает шахаду».
Л. А. Китаев-Смык, военный психолог и старший научный сотрудник Российского института культурологии, даёт такое определение: «Шахид — это свидетель в переводе с арабского, свидетель своей приверженности вере. И он свидетельствует приверженности вере своим поступком, вплоть до того, что он „отдаёт свою жизнь“».
А Д. Ж. Гакаев, доктор исторических наук, главный научный сотрудник ИЭА РАН, также добавляет: «Он свидетельствует перед Богом о своей способности нести себя в жертву во имя этой идеи, идеи так называемого джихада».

## Общий смысл

Аят о шахидах на фасаде мечети Шахидов в Баку (на арабском и турецком языках)

Религиовед А. А. Грицанов пишет: «Согласно мусульманству, шахид утверждает свою веру собственной смертью в войне против неверных. Ему гарантирован рай, куда он попадает, минуя испытания в могиле и в мусульманском чистилище, поэтому он не нуждается в омовении перед погребением. Ему прощаются все земные грехи, в раю он получит высокое положение, вблизи трона Аллаха».
О шахидах говорится во многих аятах Корана:
Никоим образом не считай мёртвыми тех, которые были убиты на пути Аллаха. Нет, они живы и получают удел у своего Господа.
Аль-Имран, 169
Шахидам прощаются все грехи, после чего они могут войти в рай.:
…А тем, которые переселились или были выселены из своих жилищ, пострадали в борьбе ради Меня, сражались и были убиты, Я непременно отпущу прегрешения, введу их в Райские сады, где текут ручьи. Такой будет награда от Аллаха, а ведь у Аллаха — наилучшая награда.
Аль Имран, 195
Если какой-либо человек сражался с врагами не во имя Аллаха, а по причине мирских интересов (ради материальных благ, славы и т. д.) и погиб, то даже считаясь «мирским шахидом», в той жизни он будет не вознаграждён Аллахом, а напротив — подвергнут наказанию.
Согласно хадисам (своды Бухари, Насаи, Ибн Маджи и Тирмизи), над шахидами не нужно совершать омовение. Желательно хоронить шахида на том месте, где был совершён «истишхад» (араб. استشهاد‎) — акт мученической смерти.

## Другие значения
В более широком смысле шахидами являются все люди, которые погибли за правое дело, во имя Аллаха. В хадисах «шахидами» называют людей, погибших от рук преступников при самообороне, умерших от различных эпидемий и т. д. С течением времени понятие истолковалось шире и к шахидам стали относиться все невинные, умершие насильственной смертью: убитые людьми и животными, погибшие во время стихийных бедствий, эпидемий, утонувшие, отравленные, скончавшиеся во время хаджа и т. д.
Согласно Ислам.ру, словом «шахид» традиционно называют:
- погибшего в справедливой войне с агрессорами и оккупантами (колонизаторами), защищая ислам и свободу соблюдения мусульманами своей религии;
- людей, погибших от рук бандитов при самообороне, защите семьи или имущества, отстаивании своей веры, умерших от различных эпидемий и, умерших, сохранив свою честь;
- умерших от мучительных болезней, утопленников, женщин, умерших во время беременности и после родов.

Кроме того, этот термин употребляется в юридической практике по отношению к свидетелям преступления, при заключении брака и т. д.
Религиовед Александр Грицанов отмечает, что современные теоретики шиитского течения считают, что «шиитская община живёт в состоянии постоянной шахады» и «чтя и поминая шахидов, она готовит новых шахидов и тем самым передает шахаду будущим поколениям».

### Примеры современного применения термина

Аллея Шахидов в Баку

В узком смысле этот термин используют арабы-христиане, а также индусы и сикхи.
В России некоторые мусульмане называют шахидами павших на полях сражений Великой Отечественной войны.
В Азербайджане шахидами считаются люди, погибшие в ходе борьбы за независимость Азербайджана, жертвы событий Чёрного января, погибшие в Первой карабахской войне. В центре Баку в память об этих людях создана Аллея Шахидов. Также статус шахида в Азербайджане официально имеют военнослужащие, погибшие при выполнении боевого задания, погибшие во Второй Карабахской войне, а также гражданские лица, погибшие при ракетных и артиллерийских обстрелах с армянской стороны жилых населённых пунктов в ходе конфликта.
В Пакистане шахидами зовут солдат, погибших в войнах, которые вела эта страна — в частности, в войнах за Кашмир.
В Ираке шахидами называют солдат, погибших на войне. В 1983 году в Багдаде был открыт крупный мемориальный комплекс «памятник Шахиду» в честь солдат, погибших в ходе ирано-иракской войны.
В столице Бангладеш Дакке открыт мемориал Шахидов в честь демонстрантов, погибших в столкновениях с пакистанскими войсками в 1952 году.

## Термин «шахид» и терроризм
Термин «шахид» употребляют также террористические группировки исламистского толка. Как правило, «шахидами» называют террористов-смертников. Распространённой среди исламистских террористов является практика самоподрывов с использованием т. н. «пояса шахида» — начинённого взрывчаткой пояса, который прячут под одеждой и приводят в действие в местах больших скоплений людей.
Палестинские исламистские организации называют шахидами террористов-смертников, ведущих борьбу против Израиля. Батальоном шахидов называли вооружённое формирование Шамиля Басаева. Шахидами также называли исламистов, совершивших террористические акты 11 сентября 2001 года.
Роберт Спенсер, директор сайта Jihad Watch пишет, что «согласно Махмуду аз-Захару из ХАМАСа, на раздавшийся в 2002 году в Александрийском университете в Египте призыв стать „мучеником за веру“ откликнулись сразу две тысячи студентов».

### Критика применения термина «шахид» к террористам
Многие исламские богословы считают, что теракты-самоубийства и убийства мирных граждан в корне противоречат Корану, хадисам и исламу в целом. Известен также ряд фетв (правовых заключений), направленных на осуждение терроризма и акций террористов-смертников.
По мнению председателя Совета муфтиев России Равиля Гайнутдина:

«…употребление таких религиозных терминов как „шахид“, „моджахед“, „воин Аллаха“ и других в отношении террористов в корне неверно и направлено, в первую очередь, на дискредитацию ислама».

По словам муфтия, использование этих терминов в ином, отрицательном смысле, в частности, при наименовании начинённых взрывчаткой поясов террористов-смертников «поясами шахида», искажает истину и вносит путаницу в общественное сознание.
Схожее мнение на этот счёт высказывали также Председатель правительства РФ Дмитрий Медведев, лидер ЛДПР Владимир Жириновский, а также Президент РФ Владимир Путин.